# Ghiacciaio Haynes
Il ghiacciaio Haynes (in inglese Haynes Glacier) è un ampio ghiacciaio situato sulla costa di Walgreen, nella parte orientale della Terra di Marie Byrd, in Antartide. Il ghiacciaio, il cui punto più alto si trova 424 m s.l.m., è situato in particolare ad oriente del monte Murphy e fluisce in direzione nord-est fino ad andare ad alimentare la piattaforma glaciale Crosson.

## Storia
Il ghiacciaio Haynes è stato mappato dallo United States Geological Survey grazie a ricognizioni terrestri dello stesso USGS e a fotografie aeree scattate dalla marina militare statunitense (USN) nel periodo 1959-1966; esso è stato poi così battezzato dal Comitato consultivo dei nomi antartici in onore del maggiore John W. Haynes, del Corpo dei Marines, pilota aereo durante le operazioni Deep Freeze nel 1967 e nel 1968, che effettuò una ricognizione fotografica al di sopra di questo ghiacciaio il 1º gennaio 1967.